# Shelter (gra komputerowa)
Shelter – komputerowa gra symulacyjna wyprodukowana przez Might and Delight, przeznaczona na platformy Microsoft Windows i OS X, wydana 28 sierpnia 2013 po zaakceptowaniu przez Steam Greenlight. W produkcji gracz kontroluje borsuczycę, która opiekuje się swoim potomstwem podczas podróży ze starego do nowego legowiska. W trakcie wędrówki młode muszą być karmione i chronione przed takimi niebezpieczeństwami jak drapieżne ptaki czy pożary lasów.
Gra została odebrana pozytywnie, recenzenci docenili jej oprawę graficzną i dźwiękową, a także wpływ jaki wywiera na emocje graczy. Wysoki poziom trudności oraz długość gry spowodowały mieszane reakcje wśród recenzentów.
31 marca 2014 roku zapowiedziano grę Shelter 2, w której gracze wcielą się w samicę rysia.

## Rozgrywka

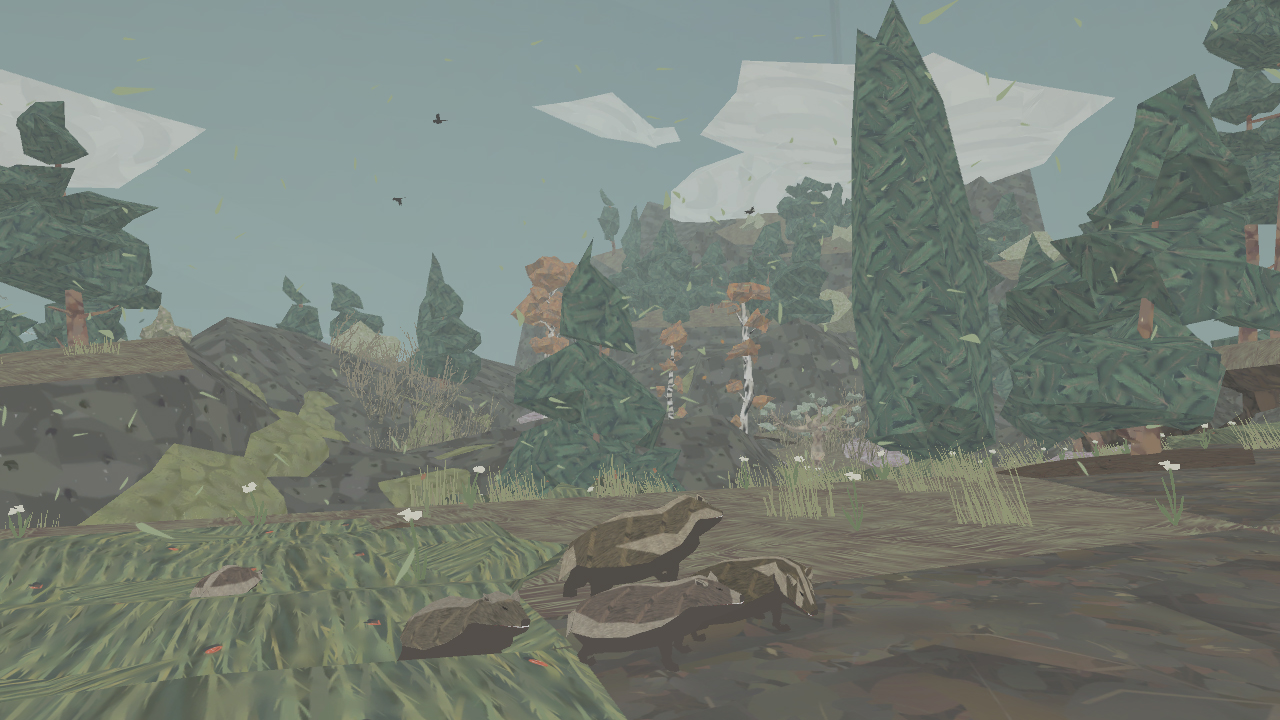
Zrzut ekranowy z gry

W Shelter gracz kontroluje samicę borsuka, która eskortuje pięcioro potomstwa ze starej nory do nowego legowiska, chroniąc je przed niebezpieczeństwem. Podczas wędrówki młode stopniowo stają się głodne, trzeba je wtedy nakarmić łapiąc zwierzynę, na przykład lisy, lub zbierając warzywa i owoce. W każdej z sekcji gry na młode czekają zagrożenia innego rodzaju.
Na obszarach zarówno pierwszej, jak i późniejszych części produkcji występują krążące ptaki drapieżne, które mogą zlecieć na powierzchnię i porwać młode, gdy będą one zbyt długo przebywać na otwartej przestrzeni. Jeden z epizodów gry ma miejsce po zmroku, czyniąc trudniejszym orientację gracza w terenie. W tej części młode od czasu do czasu po usłyszeniu hałasu uciekają od gracza zmuszając go do pogoni, by potomstwo znalazło się w bezpiecznej odległości od matki. W późniejszym czasie gracz ma za zadanie przejść przez pożar lasu, chroniąc potomstwo przed rozprzestrzeniającymi się płomieniami. Inna część gry polega na przeprowadzeniu młodych przez wylewającą rzekę.

## Produkcja
Might and Delight rozpoczął produkcję gry w styczniu 2013 roku, po wydaniu gry Pid. W kwietniu została zgłoszona na Steam Greenlight, zaakceptowana w czerwcu, a wydana 28 sierpnia tego samego roku. Muzykę do tytułu skomponował szwedzki zespół Retro Family. We wrześniu 2013 roku studio opublikowało darmową książkę dla dzieci The Circle, która jest oparta na grze. W grudniu 2013 roku producent opublikował darmowy dodatek do Shelter, w którym gracz ma za zadanie karmić młode raz dziennie przez miesiąc, aby uchronić je od śmierci.
| Shelter Soundtrack | Shelter Soundtrack | Shelter Soundtrack |
| Nr                 | Tytuł utworu       | Długość            |
| ------------------ | ------------------ | ------------------ |
| 1.                 | „Fall Again”       | 01:57              |
| 2.                 | „Shelter”          | 02:35              |
| 3.                 | „Leaving Home”     | 04:06              |
| 4.                 | „The Hunter”       | 00:38              |
| 5.                 | „Hide”             | 02:47              |
| 6.                 | „Survival”         | 00:54              |
| 7.                 | „Darkness”         | 02:36              |
| 8.                 | „Darkness II”      | 01:46              |
| 9.                 | „Into the Fire”    | 03:42              |
| 10.                | „Ledge”            | 01:42              |
| 11.                | „The River”        | 02:57              |
| 12.                | „A New Home”       | 04:02              |
| 13.                | „Survival II”      | 00:49              |
| 14.                | „A New Beginning”  | 04:54              |
|                    |                    | 35:25              |

## Odbiór
Shelter otrzymał mieszane recenzje, uzyskując średnią ocen wynoszącą 68,79% wg agregatora GameRankings i 69/100 wg serwisu Metacritic. Recenzenci chwalili grę za wywoływanie emocji u gracza: według Bena Textora z Hardcore Gamer śmierć potomstwa „wywołuje realne uczucie straty”, a zgodnie z Simonem Parkinem z Eurogamer zakończenie gry powoduje „ból i oszołomienie”. Kevin VanOrd w swojej recenzji dla GameSpot stwierdził, że gdy młode umiera, „daje o sobie znać gryzące uczucie porażki, nie jako gracza, ale jako rodzica z obowiązkiem chronienia swojego potomstwa”.
Oprawa audiowizualna generalnie została dobrze odebrana, Edge opisał grę jako posiadającą „piękny, pastelowy patchwork”, a John Walker z Rock, Paper, Shotgun w swojej pozytywnej recenzji stwierdził, że produkcja jest „niedorzecznie piękna”. Jerry Bonner z GameFront nieco mniej przychylnie odniósł się do grafiki stwierdzając, że gra ma „bardzo kanciasty wygląd, tak jakby była przeznaczona na oryginalne PlayStation”. Odnośnie oprawy dźwiękowej Mike Rose z Gamezebo napisał, że jest „wprost niewyobrażalna i idealnie pasuje do otoczenia”.
Mieszane recenzje dotyczyły braku reżyserii i pomocy w grze – JG Carter z Joystiq opisał poziom rozgrywający się w nocy jako „źle objaśniony”, a Edge stwierdził, że reguły rozgrywki były „czasami ciężkie [i] niejasne”. Krytykowana była także długość rozgrywki, Mike Rose opisał ją jako „raczej krótką”, a Ben Textor stwierdził, że gra jest „nieco zbyt droga mając na uwadze jej długość”.